# Palazzo abbaziale di Loreto

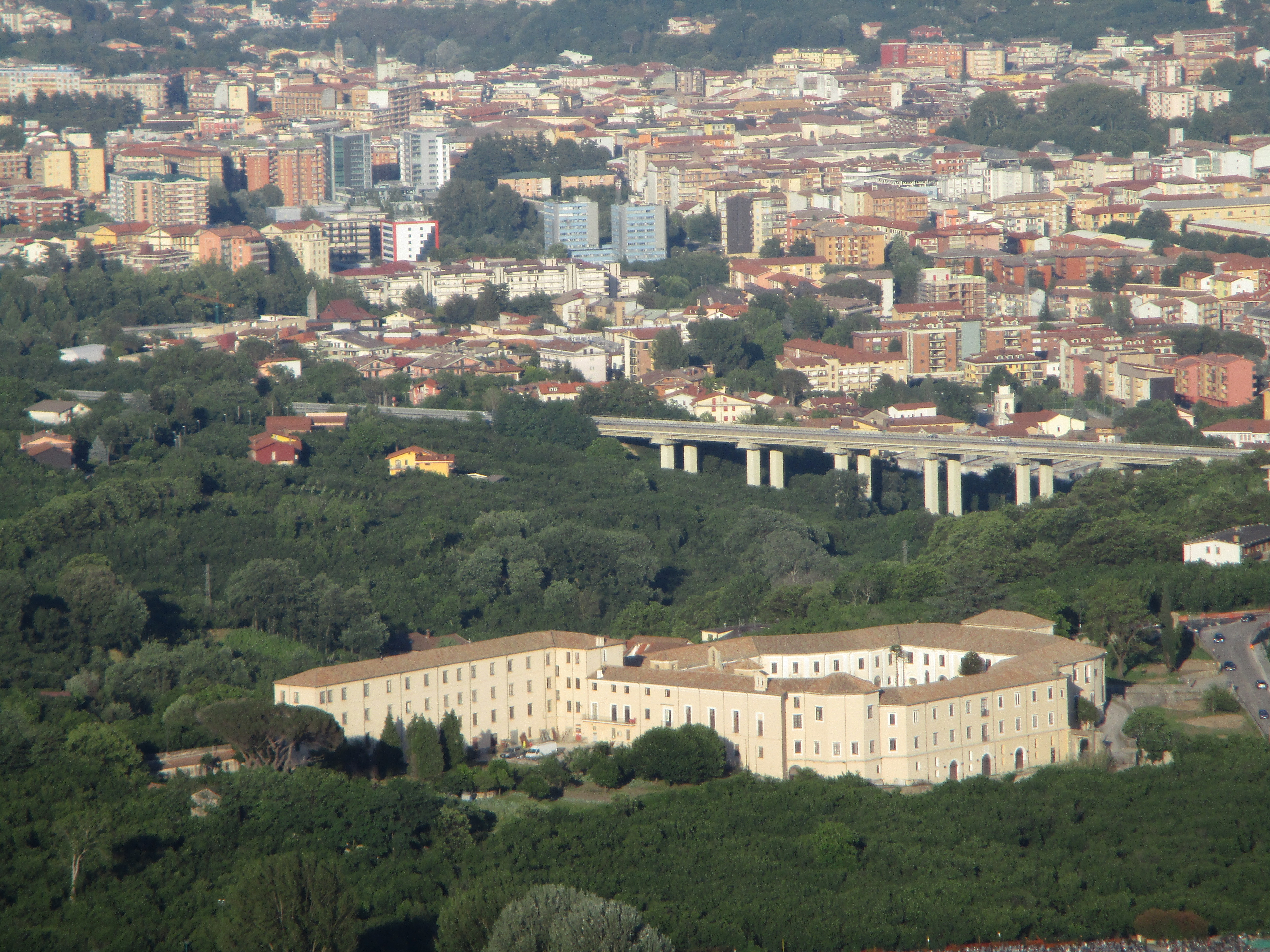
Vista del Palazzo abbaziale di Loreto

Il palazzo abbaziale di Loreto (più comunemente abbazia di Loreto) è un edificio religioso ubicato nel comune di Mercogliano, in provincia di Avellino.

## Origine del nome
Secondo la tradizione il nome "Loreto" deriverebbe dal luogo in cui fu anticamente edificata l'abbazia: una selva di alloro (dal latino laurum o lauretum), pianta sacra ad Apollo. Tuttavia, padre Giovanni Mongelli ritiene che il termine derivi da un orto, detto Orrita, sito nella contrada Vesta.

## Storia

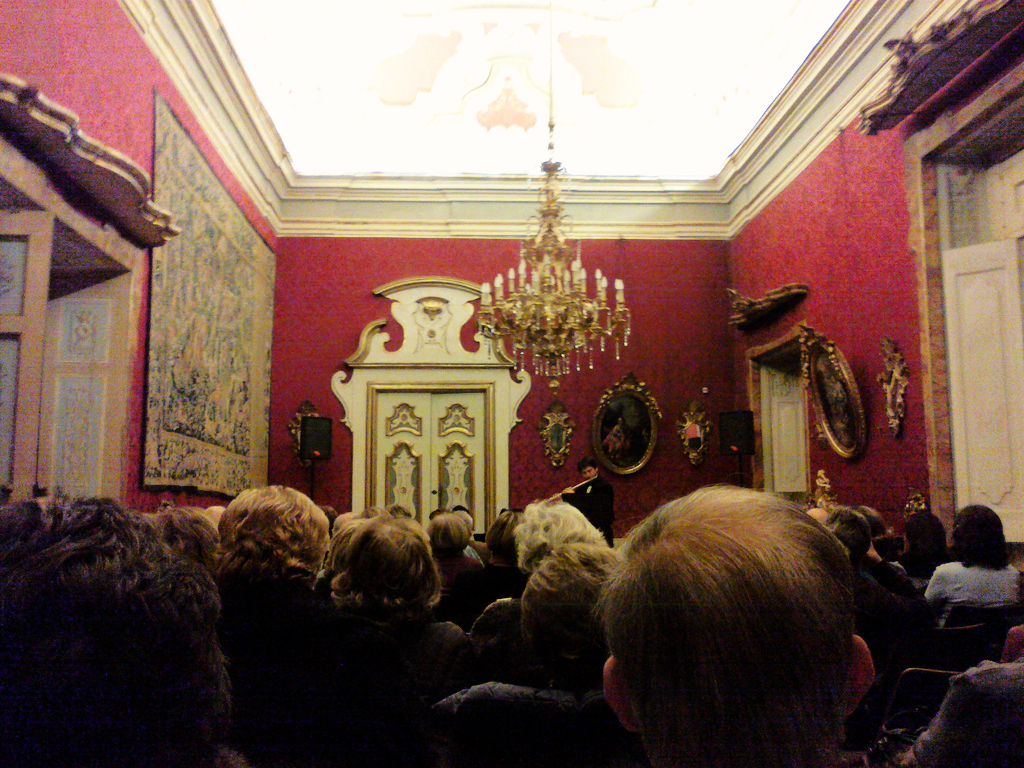
La Sala degli arazzi durante un concerto di musica classica

L'attuale palazzo sostituisce un complesso monastico più antico - raso al suolo dal terremoto del 29 novembre 1732 - risalente ai primi decenni del XII secolo e legato all'arrivo sulla cima del monte Partenio di Guglielmo da Vercelli, un pellegrino proveniente dal nord e diretto verso la Palestina.
In brevissimo tempo si propagò ovunque la fama del giovane eremita che viveva su Montevergine in assoluta solitudine; raggiunto da molti altri giovani che, come lui, aspiravano ad una vita di puro ascetismo sotto la Regola di San Benedetto iniziarono a costruire una chiesa sul monte, la cui consacrazione avvenne nel maggio del 1126, il giorno della Pentecoste: è questa la data da cui si fa iniziare la plurisecolare vita della Congregazione dei monaci di Montevergine detti appunto Verginiani, i quali si ispirarono alla famosa regola benedettina "Ora, lege et labora".

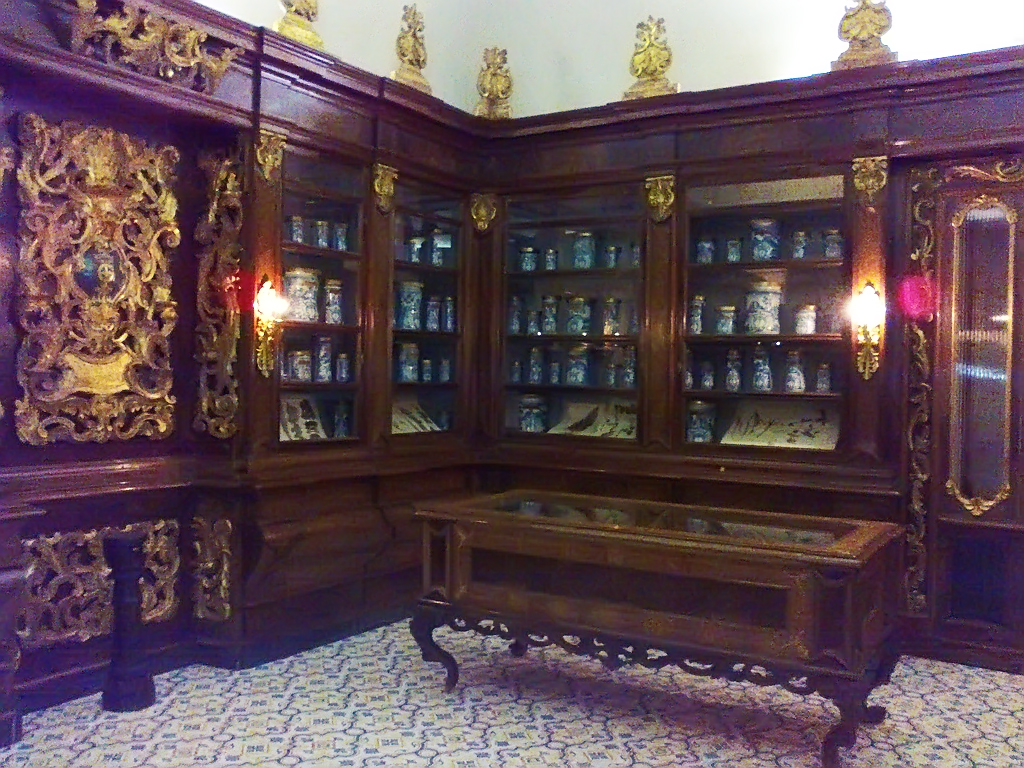
L'antica farmacia

Tuttavia, la rigidità del clima e la dieta ferrea imposta da Guglielmo agli altri monaci (era vietato mangiare carne, uova e latticini) costrinsero i religiosi a trovare un luogo più mite per mettere su un'infermeria e prestare un'adeguata assistenza sanitaria ai deboli, agli anziani e agli infermi. La scelta cadde su una località della valle di Mercogliano dove il palazzo abbaziale è situato ancora oggi.
Il palazzo, visitabile limitatamente al pian terreno, ospita:
- la Biblioteca statale di Montevergine che raccoglie circa 200.000 volumi;
- un'antica farmacia contenente oltre 300 vasi di maiolica dipinti a mano;
- un archivio di circa 7.000 pergamene;
- la Premiata Fabbrica di Liquori dei Padri Benedettini di Montevergine;
- una cantina;
- tre arazzi fiamminghi del XVIII secolo.